# 施蒂普斯多夫
施蒂普斯多夫（德語：Stipsdorf）是德国石勒苏益格－荷尔斯泰因州的一个市镇。总面积3.51平方公里，总人口223人，其中男性138人，女性85人（2011年12月31日），人口密度64人/平方公里。